# Glumslövs landskommun
Glumslövs landskommun var en tidigare kommun i dåvarande Malmöhus län.

## Administrativ historik
Kommunen bildades i Glumslövs socken i Rönnebergs härad i Skåne när 1862 års kommunalförordningar trädde i kraft.
Vid kommunreformen 1952 uppgick kommunen i Härslövs landskommun som 1974 uppgick i Landskrona kommun.

## Politik

### Mandatfördelning i Glumslövs landskommun 1938-1946
| 10 | 9 |

| 19 |

| 9 | 10 |

| 19 |

| 9 | 3 | 7 |

| 19 |